# Montagnes russes hybrides
Les montagnes russes hybrides ont la particularité d'avoir un parcours fabriqué dans un matériau différent de sa structure. Le plus souvent avec une voie en bois et une structure en acier, l'inverse existe aussi.

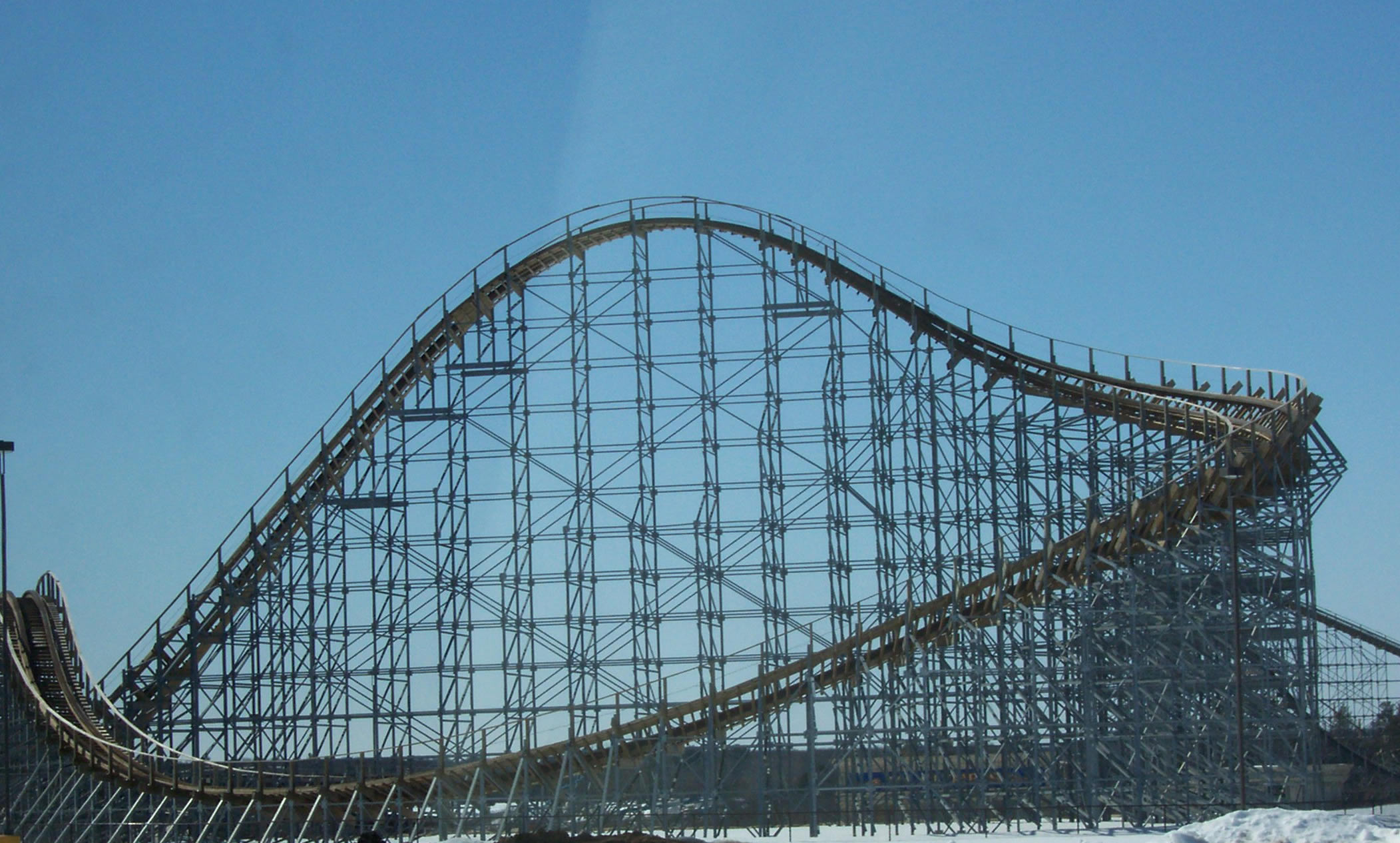
Hades 360 à Mt. Olympus Water & Theme Park.

## Montagnes russes en bois hybrides
Les montagnes russes en bois hybrides ont leur structure en bois avec une voie en acier. Ce concept est devenu populaire à la fin des années 1990, bien qu'il ait été utilisé depuis les premières montagnes russes en bois. Cyclone à Coney Island construit en 1927 en est un bon exemple.
Ce type de montagnes russes a l'avantage d'être plus facile à l'entretien et à la maintenance tout en gardant les sensations à bord des trains des montagnes russes en bois classiques.

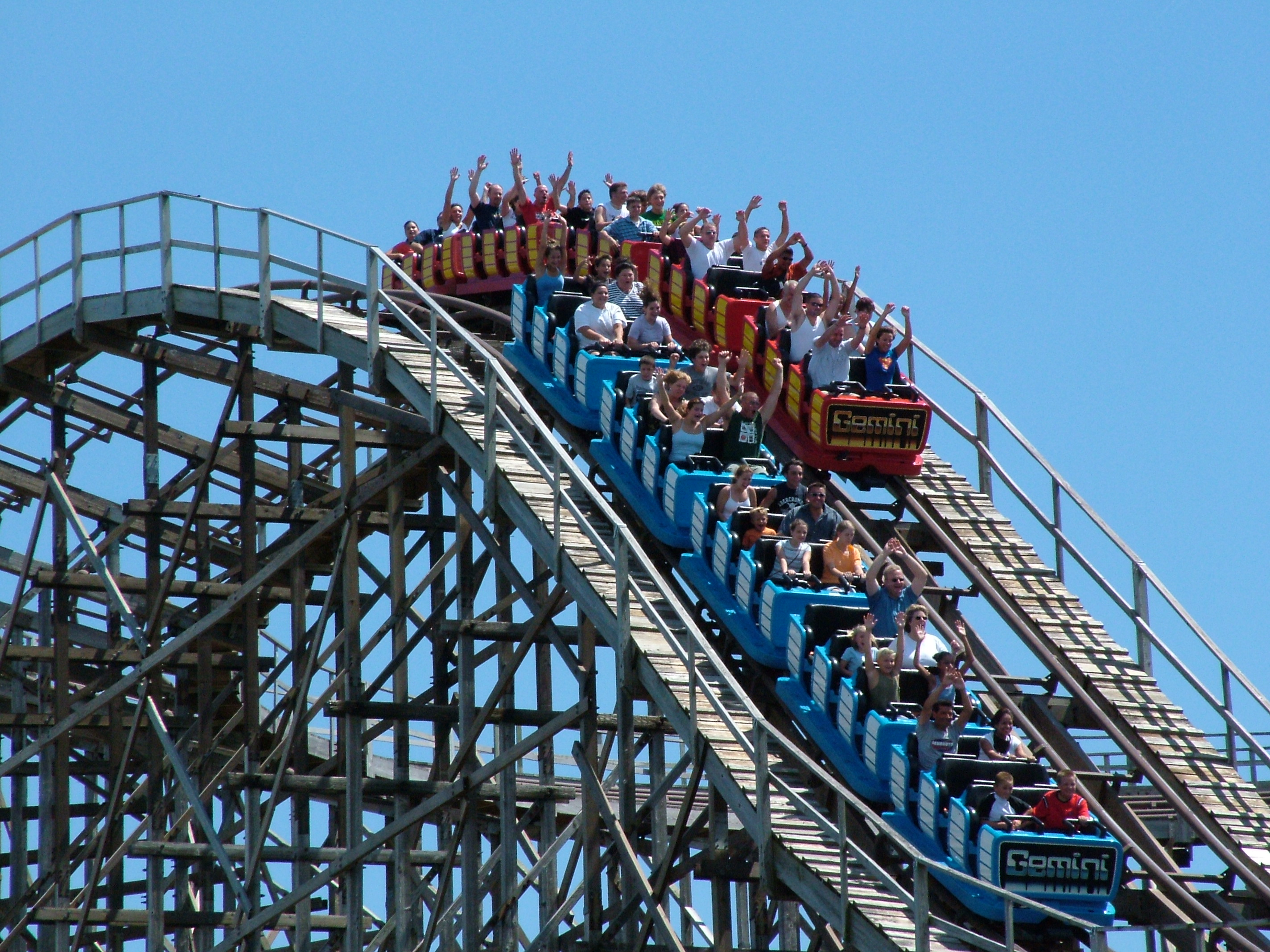
Gemini à Cedar Point.

## Montagnes russes en métal hybrides
Les montagnes russes en métal hybrides ont donc une voie en métal supportée par une structure en bois. Leur aspect extérieur est celui de montagnes russes en bois mais avec une voie tubulaire classique pour les montagnes russes en métal. Beaucoup de trains de la mine d'Arrow Dynamics font partie de cette catégorie.

## Attractions de ce type
- The Voyage à Holiday World
- Hades 360 à Mt. Olympus Water & Theme Park
- Great White à Morey's Piers
- J2 à Clementon Amusement Park
- Cheetah à Wild Adventures
- The Comet (en) à The Great Escape
- Avalanche à Timber Falls Adventure Park
- Cyclone à Coney Island
- Gemini à Cedar Point
- Excalibur à Valleyfair
- Untamed à Walibi Holland
- Wildfire à Kolmårdens Djurpark
- Zadra à Energylandia
- Steel Vengeance à Cedar Point
- Goliath à Six Flags Great America
- Iron Gwazi à Busch Gardens Tampa

### Trains de la mine
- Cedar Creek Mine Ride à Cedar Point
- Mini Mine Train à Six Flags Over Texas
- Runaway Mine Train à Six Flags Over Texas